# Александър Миленков
Александър Миленков е български художник – сценограф и живописец.

## Биография
Роден на 19 януари 1882 година в Самоков. През 1901 година завършва Държавното рисувално училище в класа на професорите Петко Клисуров и Иван Ангелов. Заминава да специализира стенопис при проф. Дитл в Мюнхен. След посещение на театрално представление развива интерес към театралната декорация и изоставя фресковата живопис. През 1906 година е принуден да прекъсне обучението си поради липса на средства и се завръща в България. Три години по-късно пътува отново за Мюнхен и в продължение на година изучава сценография при художника Ханс Фрам, завършвайки образованието си по театрална декорация.
В България започва работа в столичната драматична трупа „Сълза и смях“, по-късно преименувана на Народен театър. През 1907 година проектира и изработва костюмите и декорите за специалната постановка, с която е открита новопостроената сграда на Народния театър.
Участва в Първата световна война като доброволец. Служи като подпоручик в Двадесет и втори пехотен тракийски полк. Ранен е край Безевище и награден с два ордена за храброст.
Като сценограф Миленков е автор на театралната декорация на 370 постановки, които включват драми, опери, оперети и детски пиеси. Работи за Народния театър, Народната опера, столичния куклен театър, читалища и други театрални сцени от цялата държава. Постановките, за които изработва сценографско оформление включват: „Крал Лир“ от Уилям Шекспир, „Свекърва“ от Антон Страшимиров, „Първите“ от Петко Тодоров, „Аида“ от Джузепе Верди и „Трубадур“ от Джакомо Пучини. Ранният му творчески период се характеризира с голямо внимание към детайлите и историческата достоверност на декорите и костюмите.
Организира пет самостоятелни изложби – една със сценография (1907), а останалите с живопис (пейзажи и натюрморт).
Член е на Съюза на българските художници и два пъти председател на сдружението.
Умира на 3 януари 1971 година в град София.